# ليل روستفانت

ليل روستفانت  هي بحيرة تقع في بلدية مالسيلف في مقاطعة ترومس،النرويج. وهي جزء من نظام نهر روستايلفا والذي يصب في نهر مالسيلف الكبير. وهي تقع على بعد 9 كيلومتر (5.6 ميل) شرق قرية سكولد.